# Amphiscepa quadrituberculata
Amphiscepa quadrituberculata är en insektsart som först beskrevs av Melichar 1906.  Amphiscepa quadrituberculata ingår i släktet Amphiscepa och familjen sköldstritar. Inga underarter finns listade i Catalogue of Life.